# Xiaozhang (sockenhuvudort i Kina, Hunan Sheng, lat 28,13, long 109,89)
Xiaozhang (kinesiska: 小章, 小章乡) är en sockenhuvudort i Kina. Den ligger i provinsen Hunan, i den södra delen av landet, omkring 300 kilometer väster om provinshuvudstaden Changsha. Antalet invånare är 9 612. Befolkningen består av 4 593 kvinnor och 5 019 män. Barn under 15 år utgör 24,0 %, vuxna 15-64 år 64 %, och äldre över 65 år 11,0 %.
Runt Xiaozhang är det ganska tätbefolkat, med 166 invånare per kvadratkilometer. Närmaste större samhälle är Xinglongchang, 9,1 km söder om Xiaozhang. I omgivningarna runt Xiaozhang växer huvudsakligen savannskog.
Genomsnittlig årsnederbörd är 1 848 millimeter. Den regnigaste månaden är maj, med i genomsnitt 327 mm nederbörd, och den torraste är januari, med 41 mm nederbörd.